# Olive Mary Hilliard
Olive Mary Hilliard   (Durban, 4 de juliol de 1925 - 30 de novembre de 2022) va ser una botànica i taxònoma sud-africana, que va treballar extensament en tot el sud d'Àfrica. Hilliard ha donat nom a 372 espècies de plantes terrestres, el cinquè nombre més gran de noms de què és autora per qualsevol dona científica.
Hilliard va assistir a la Universitat de Natal els anys 1943-47, on va obtenir un màster i més tard un doctorat. Va treballar a l'Herbari Nacional de Pretòria el 1947-48 i va ser professora de botànica a la Universitat de Natal del 1954 al 1962. El 1963 es va convertir en conservadora de l'herbari de la Universitat de Natal i investigadora. Els seus camps d’interès especials eren la flora de Natal i la taxonomia de l'Streptocarpus, Compositae i Scrophulariaceae.
El 1964 va establir una col·laboració professional i personal amb Brian Laurence Burtt (1913-2008), que va tenir un paper important en la revitalització d’un moribund Royal Botanic Garden Edinburgh. La seva col·laboració va donar lloc a un gran nombre d'articles i tres llibres, Streptocarpus: an African Plant Study (1971), The Botany of the Southern Natal Drakensberg (1987) i Dierama: The Hairbells of Africa (1991).
Els exemplars identificats per ella, majoritàriament de Natal Drakensberg i Malawi, són uns 8.000 (dels quals 5.000 els va recollir amb B.L. Burtt). El seu nom es commemora en el Plectranthus hilliardiae Codd, Schizoglossum hilliardiae Kupicha, Cymbopappus hilliardiae B.Nord., Agalmyla hilliardiae DJMiddleton & SMScott i Helichrysum hilliardiae Wild.

## Algunes publicacions

### Llibres
- Hilliard, OM, BL Burtt 1971. Streptocarpus: an African Plant Study
- Hilliard, OM. 1983. Flora of Southern Africa Series. Ed. Balogh Scientific Books. 325 pp. ISBN 0-621-07943-X
- Hilliard, OM. 1987. The Botany of the Southern Natal Drakensberg (Annals of Kirstenbosch Botanic Gardens) Ed. National Botanic Gardens. 253 pp. ISBN 0-620-10625-5
- Hilliard, OM, BL Burtt. 1991. Dierama: The Hairbells of Africa. Ed. Timber Press, Inc. 152 pp. ISBN 1-874802-01-7
- Hilliard, OM. 1995. The Manuleae: A Tribe of Scrophulariaceae. Ed. Edinburgh University Press. 600 pp. ISBN 0-7486-0489-8
- Hilliard, OM, LS Davis (ilustradora). 1997a. Trees Shrubs Natal (Ukhahlamba). Ed. Univ. of Kwazulu Natal Press; 2ª ed. 48 pp. ISBN 0-86980-882-6
- Hilliard, OM. 1997b. Flowers of the Natal Drakensbrg: The Lily, Iris And Orchid Family And Their Allies (Ukhahlamba S.) Ed. Univ. of Kwazulu Natal Press. 85 pp. ISBN 0-86980-702-1

## Honors

### Eponímia
Gènere
- (Asteraceae) Hilliardia B.Nord.

Espècies
| - (Asclepiadaceae) Schizoglossum hilliardiae Kupicha - (Asteraceae) Cymbopappus hilliardiae B.Nord. | - (Asteraceae) Helichrysum hilliardiae Wild - (Gesneriaceae) Agalmyla hilliardiae D.J.Middleton & S.M.Scott | - (Lamiaceae) Plectranthus hilliardiae Codd |